# Roháčske plesá

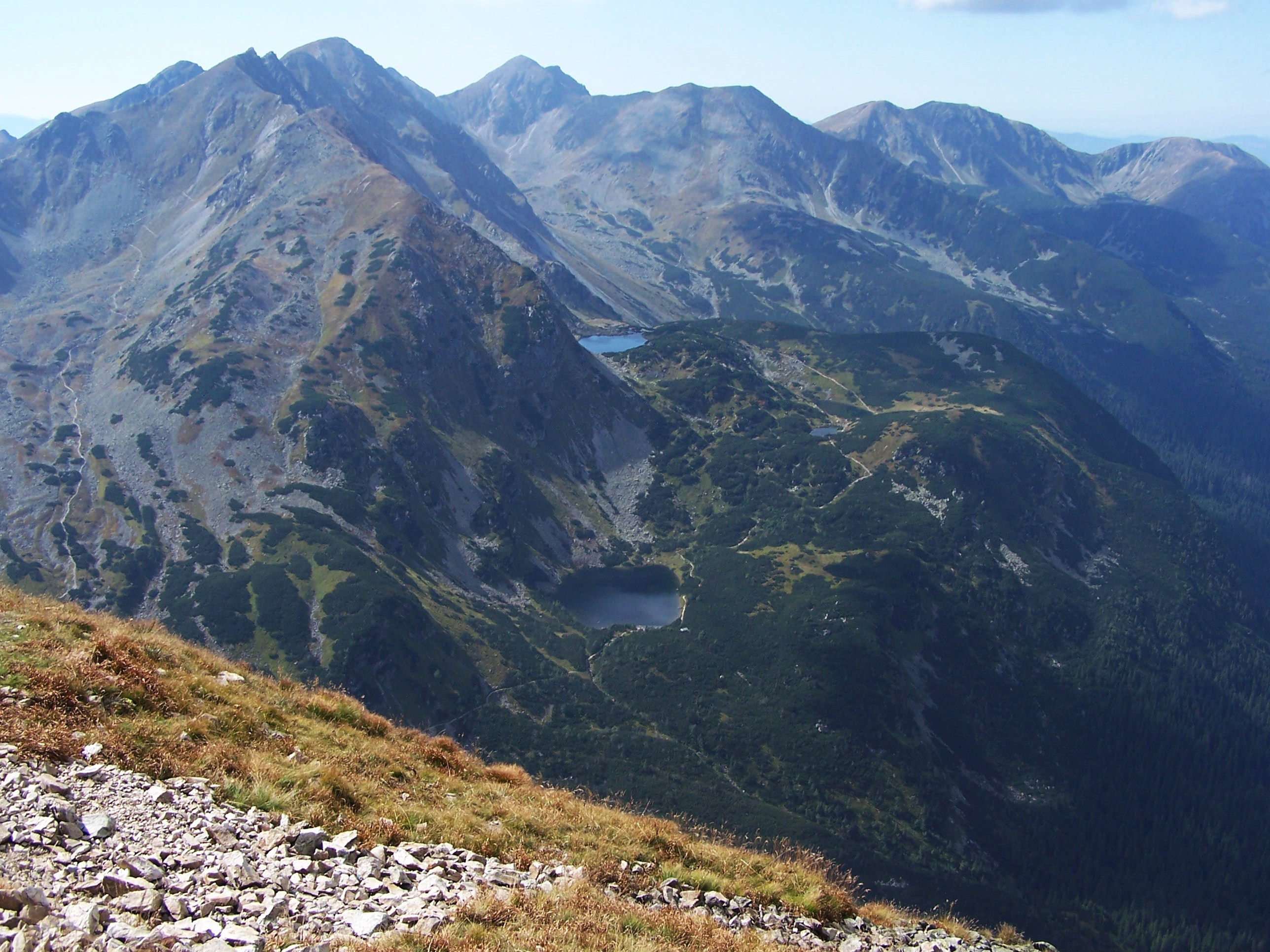
Die Seen vom Berg Rákoň heraus gesehen

Roháčske plesá ist eine Gruppe von vier Seen im Talabschluss von Roháčska dolina auf der slowakischen Seite der Westtatra, genauer im Bergmassiv Roháče unter den Bergen Ostrý Roháč, Plačlivé, Hrubá kopa und Tri kopy. Sie befinden sich auf drei Terrassen, wobei der zweite und dritte See auf einer gemeinsamen Terrasse liegen.
Die Seen werden aufsteigend nummeriert und heißen wie folgt:
1. Prvé Roháčske pleso (1562 m n.m., Fläche 22.050 m², Volumen 77.063 m³, Größe 198 × 140 m, max. Tiefe 7,7 m, auch Veľké Roháčske pleso)
2. Druhé Roháčske pleso (1648 m n.m., Fläche 2.140 m², Volumen 1.092 m³, Größe 80 × 34 m, max. Tiefe 1,3 m)
3. Tretie Roháčske pleso (1652 m n.m., Fläche 5.800 m², Volumen 8.169 m³, Größe 123 × 64 m, max. Tiefe 3,1 m)
4. Štvrté Roháčske pleso (1719 m n.m., Fläche 14.400 m², Volumen 46.067 m³, Größe 214 × 104 m, max. Tiefe 8,2 m, auch Vyšné Roháčske pleso)

Neben diesen vier Seen bilden sich zeitweise drei kleinere Seen („Augen“). 
Die Gegend ist touristisch gut erschlossen: von der Hütte Ťatliakova chata führt ein Lehrpfad, zuerst als blau, dann als grün markierter Wanderweg, rund um die Seen bis zum obersten See. Möglich ist auch ein steilerer Aufstieg vom Tal Spálená dolina (blau markierter Wanderweg).